# New Radnor
New Radnor (Maesyfed en gallois) est un village du pays de Galles. C'est l'ancien chef-lieu du comté de Radnorshire. Il se situe aujourd'hui dans le Powys. Il compte environ 400 habitants. Old Radnor (Pencraig en gallois), localité d'ailleurs un peu plus importante (env. 750 hab.), se trouve à quelques kilomètres à l'est.